# 摩天崖
摩天崖（まてんがい）は、島根県隠岐郡西ノ島町浦郷に位置する海崖。隠岐ユネスコ世界ジオパークおよび大山隠岐国立公園にそれぞれ指定されている隠岐諸島の西ノ島にある。

## 概要
海抜は257メートルで、国賀海岸の中心的存在となっている。摩天崖周辺には、鬼ヶ城、天然の洞門である通天橋などの奇勝が見られる。摩天崖上は牛馬が放牧されている牧草地となっている。その東方には高さ100メートル級の東国賀海岸がある。

## 史跡
第二次世界大戦中の旧日本軍の監視所跡がある。この名所は、大変見晴らしがよく、日本海を航行する敵船の監視には絶好の場所であった。
当時、建物は半地下式で窓だけが陸上部に出ていた。屋根の部分は芝を張ってカモフラージュされていた。現在もこの跡地が残っている。

## 景観
この場所は、「夕陽百選」、「一生に一度は訪れたい遊歩百選」に登録されている。
崖の頂上では、水平線が180度見渡すことができ、放牧されている牛や馬も見ることができる。
崖の上の展望のみでなく、遊歩道で下の海岸まで下りることができる。

## 交通・アクセス
西ノ島、別府港から車で25分程で行けるが、車道が狭く、馬などに遭遇し進めないこともある。
駐車場から摩天崖の頂上まで徒歩5分程で向かうことが可能。
ただし、町営バスなどがないため定期観光バス・タクシーや自転車などを利用する必要がある。

## その他
1981年公開の映画『悪霊島』の撮影が行われ、作中の舞台である刑部島の一部として登場する。